# Typhlotanais spinipes
Typhlotanais spinipes is een naaldkreeftjessoort uit de familie van de Typhlotanaidae. De wetenschappelijke naam van de soort is voor het eerst geldig gepubliceerd in 1982 door Kudinova-Pasternak.